# Movile, Sibiu
Movile, mai demult Hondrubechi, (în dialectul săsesc  Hanjdertbächeln, Hangderbäχeln, în germană Hundertbüchlen, Hundertbücheln, în maghiară Százhalom) este un sat în comuna Iacobeni din județul Sibiu, Transilvania, România. Se află în partea de est a județului.
Încă de la începutul secolului al XII-lea în satul celor o sută de movile exista o parohie deservită de o biserică de lemn cu clopotniță de piatră.

## Biserica
Există mai multe detalii interesante care particularizează biserica Sf. Mihail. Ferestrele, mai ales cele de pe fațada nordică, sunt plasate asimetric, chiar la întâmplare, motiv pentru care s-a presupus că actuala construcție înglobează fragmente din una mai veche. Fântâna descoperită în mijlocul sălii confirmă, ca de altfel și turnul de flancare, caracterul defensiv al bisericii.
În data de 4 mai 2017 biserica a fost vizitată de ambasadorul american Hans Klemm, care a înmânat episcopului luteran Reinhard Guib un cec pentru restaurarea monumentului.

## Fortificația
Biserica a fost înconjurată de o incintă poligonală, bine adaptată terenului și sprijinită în unele segmente de contraforți. Turnul de poartă amplasat în partea de miazănoapte încă mai păstrează ghidajele de piatră prin care se cobora hersa.

## Imagini

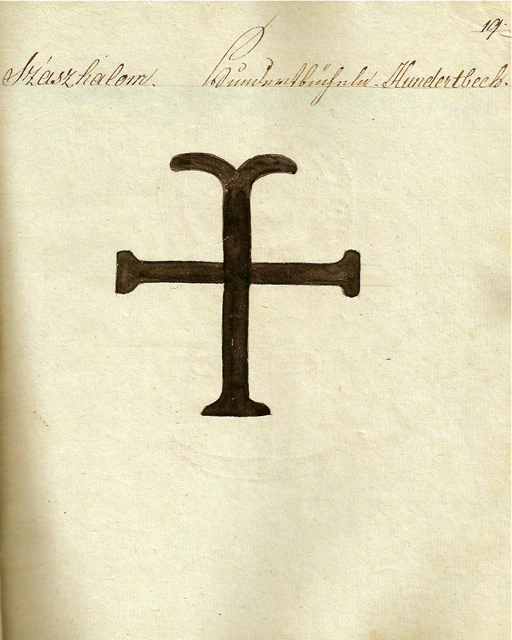
1826 - Danga pentru vite
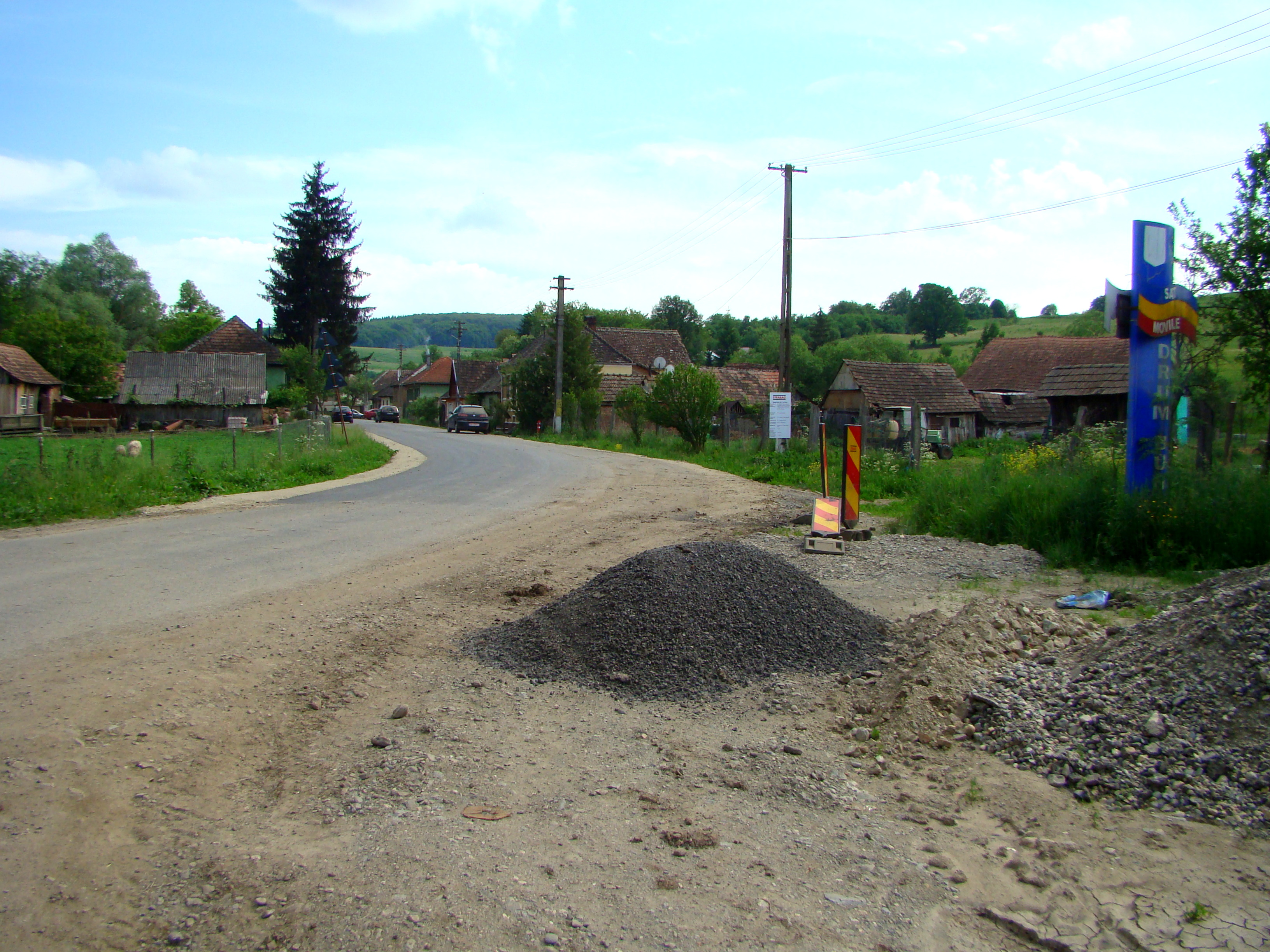
Intrarea în localitate
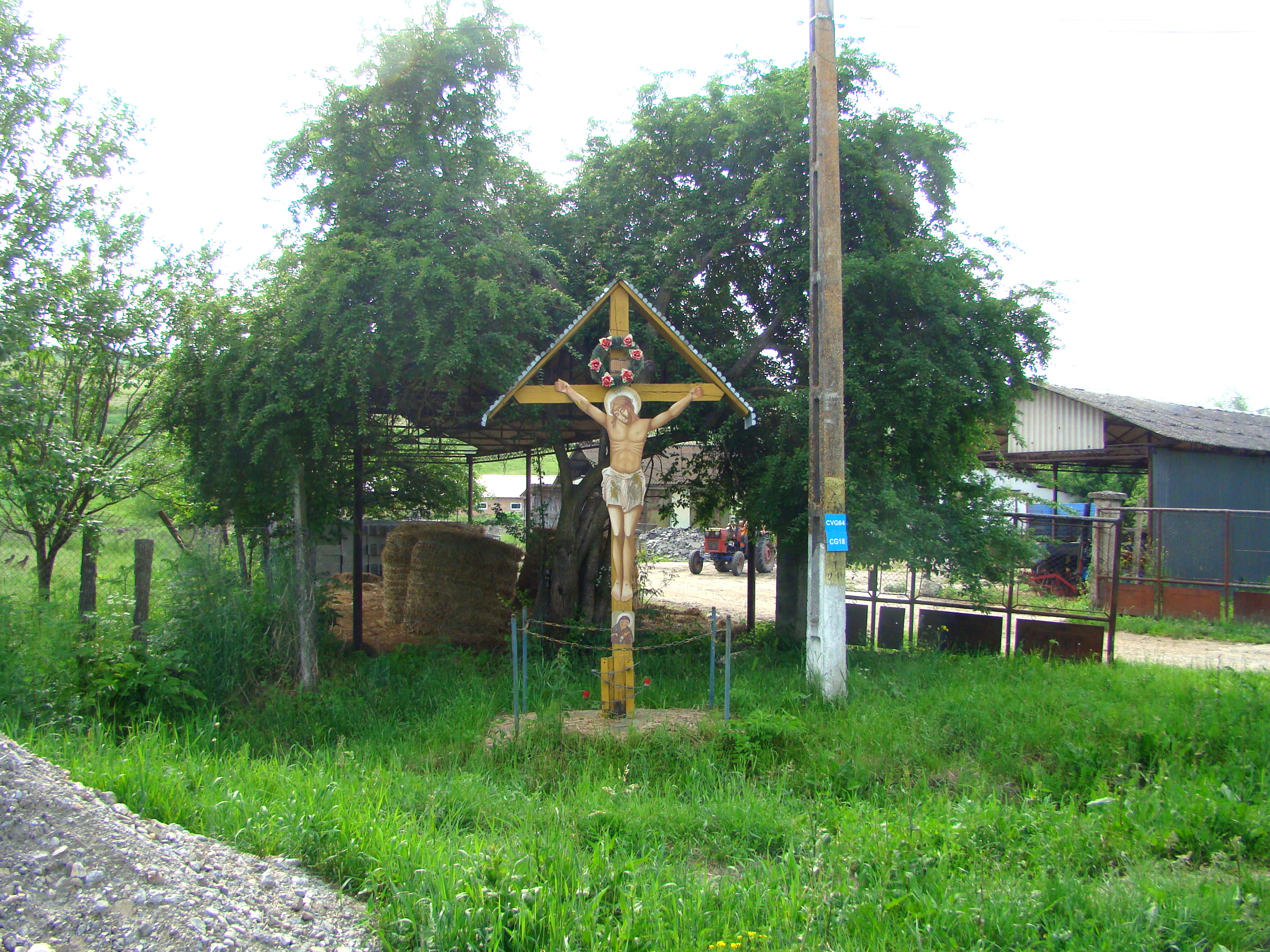
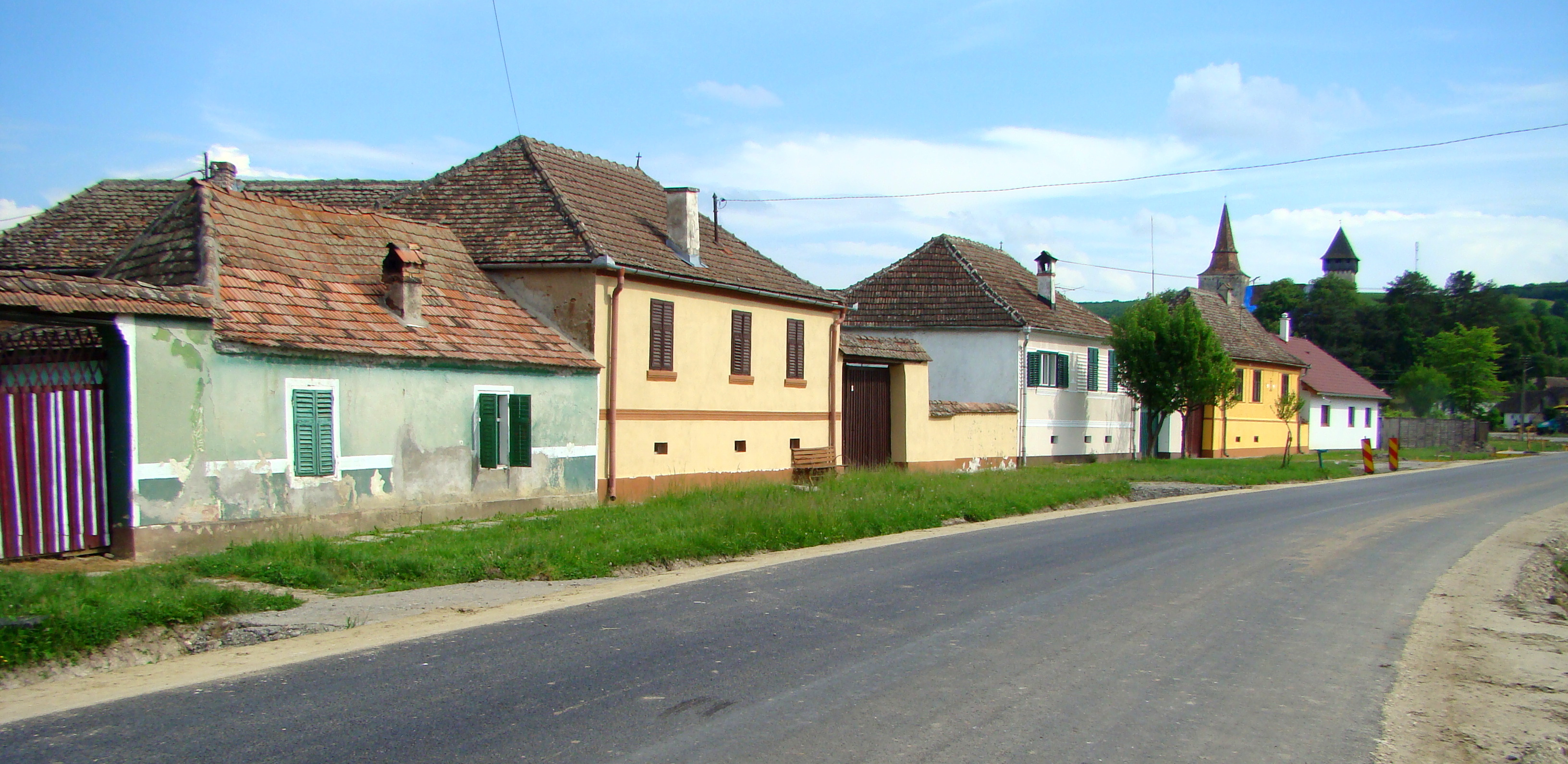
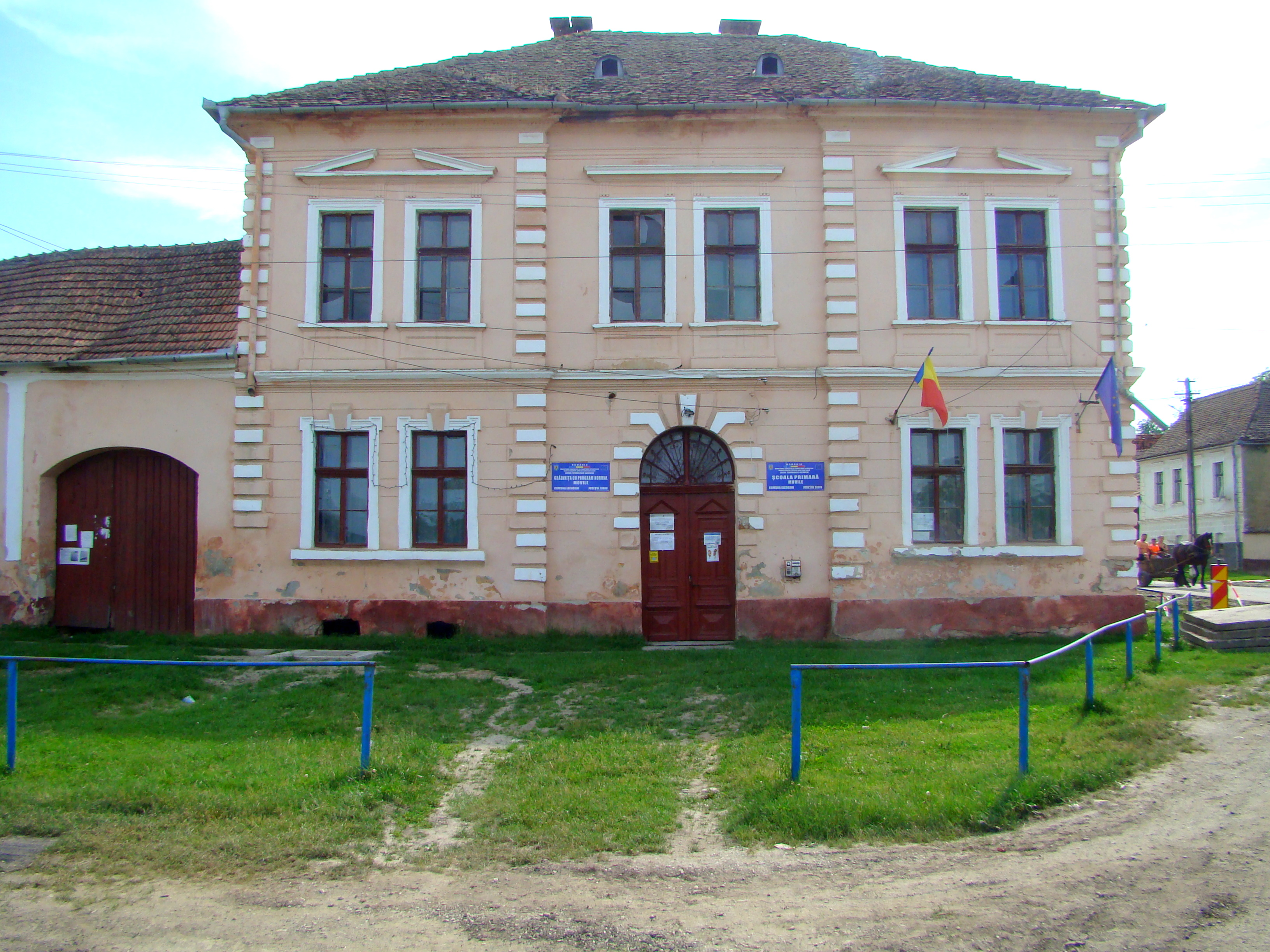
Școala
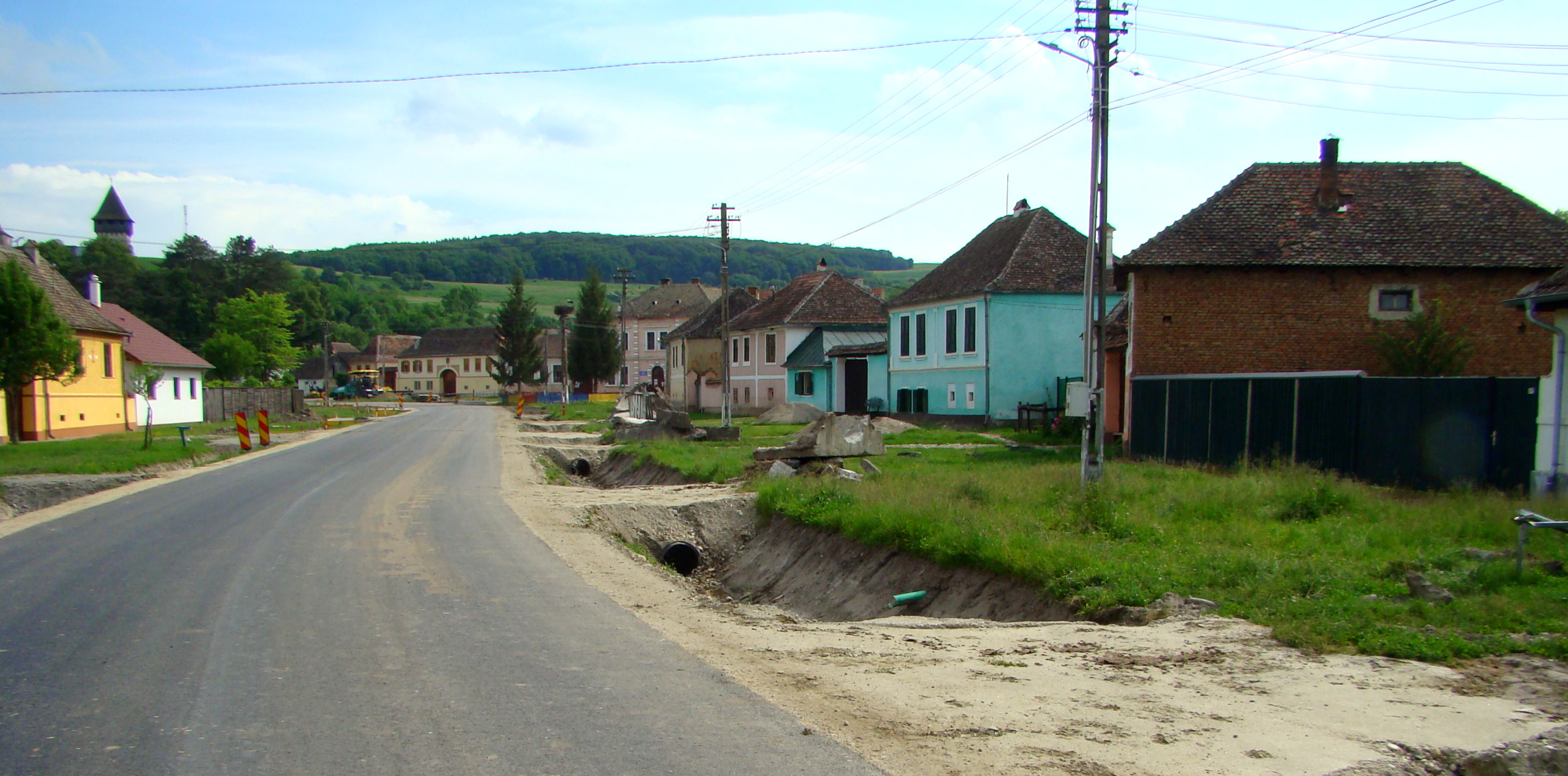
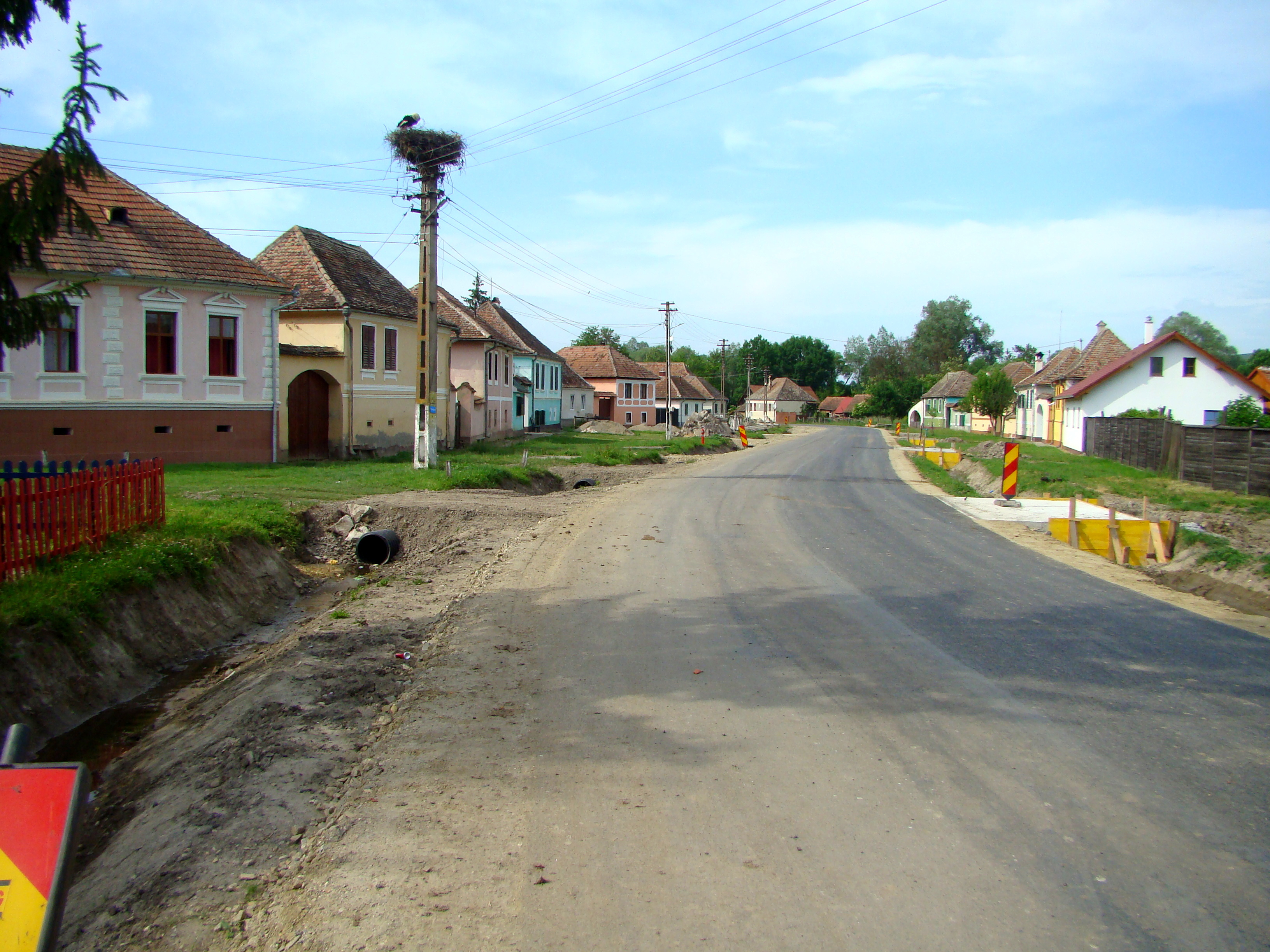
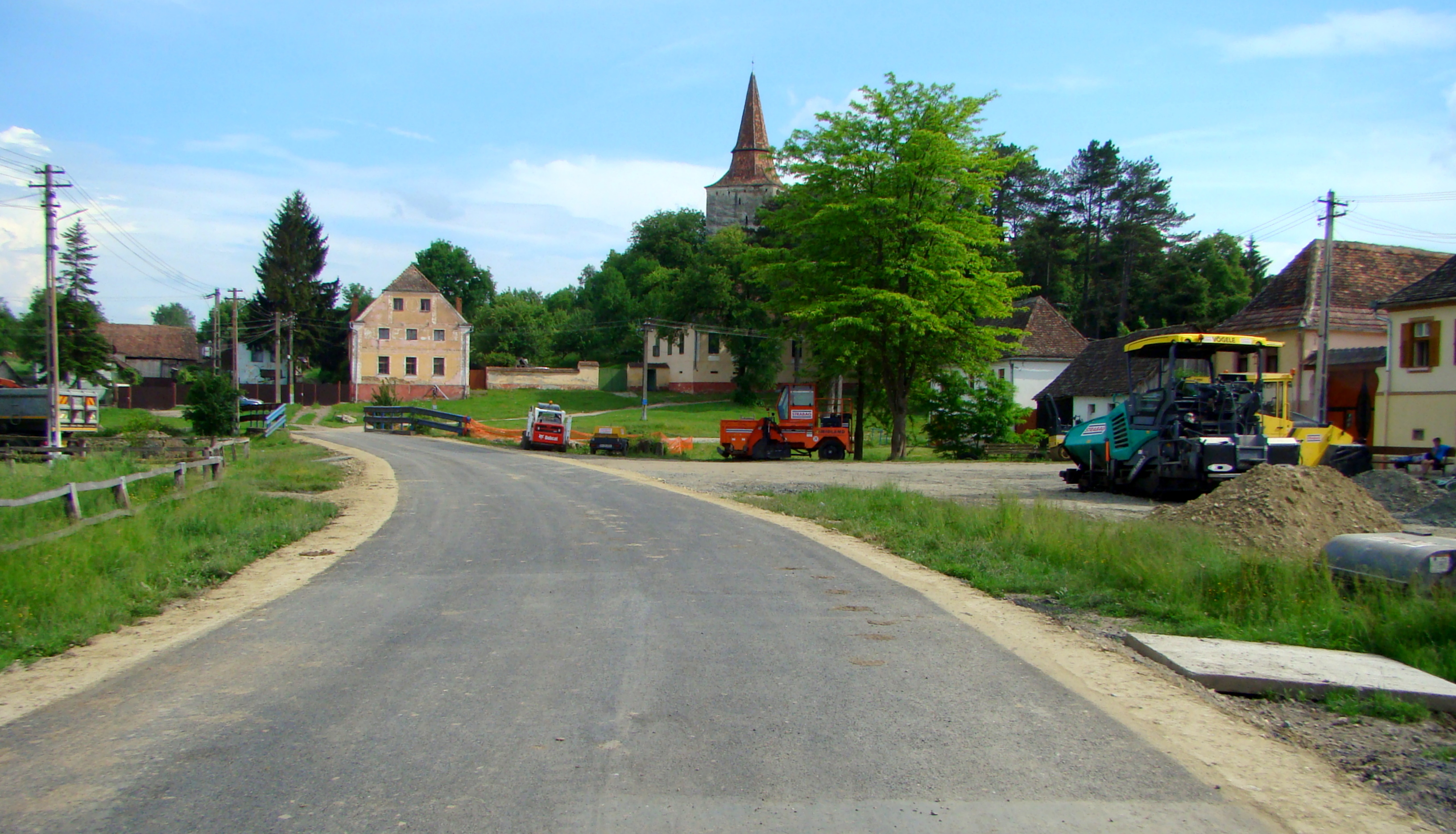
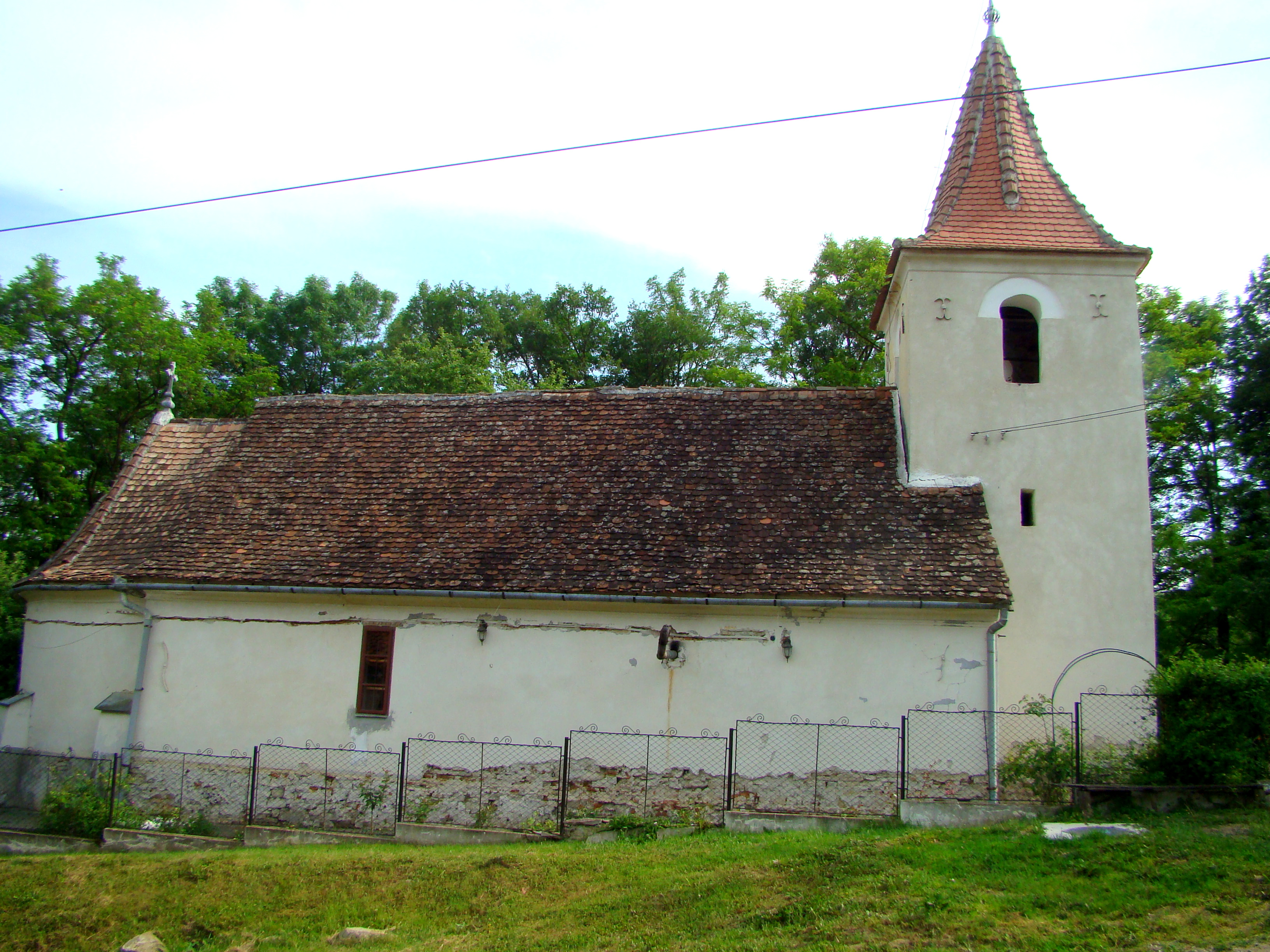
Biserica ortodoxă (1796), monument istoric
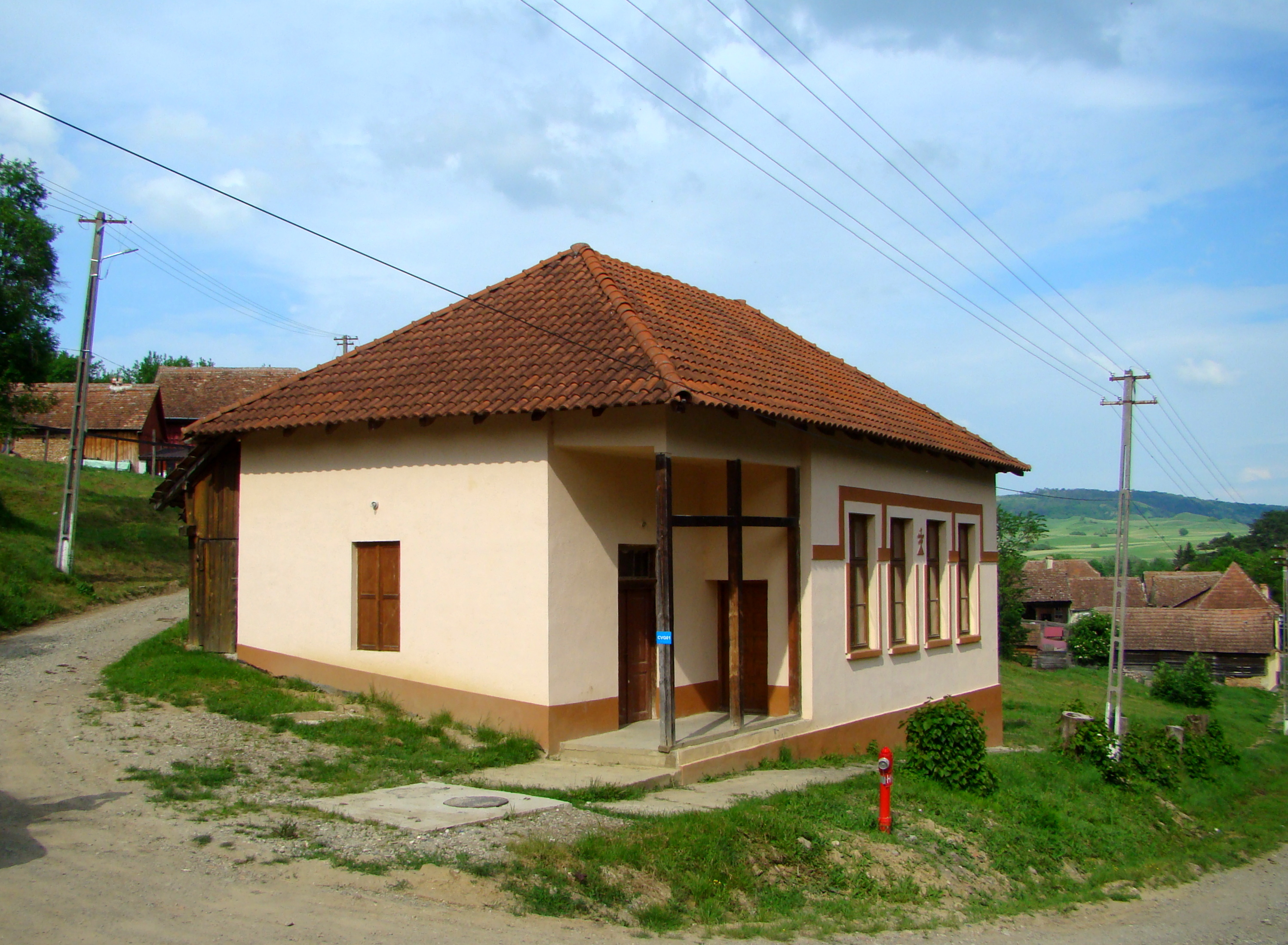
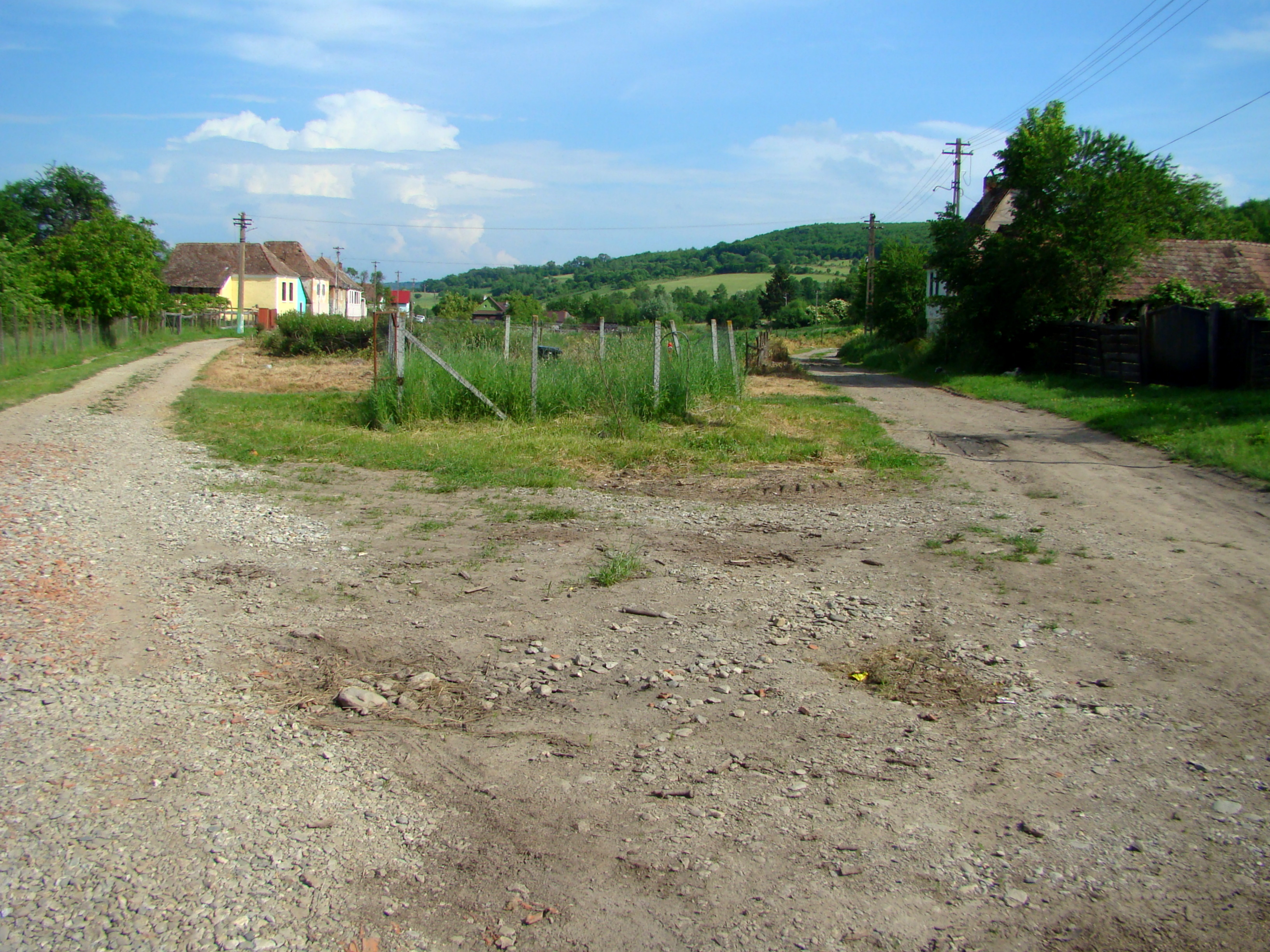
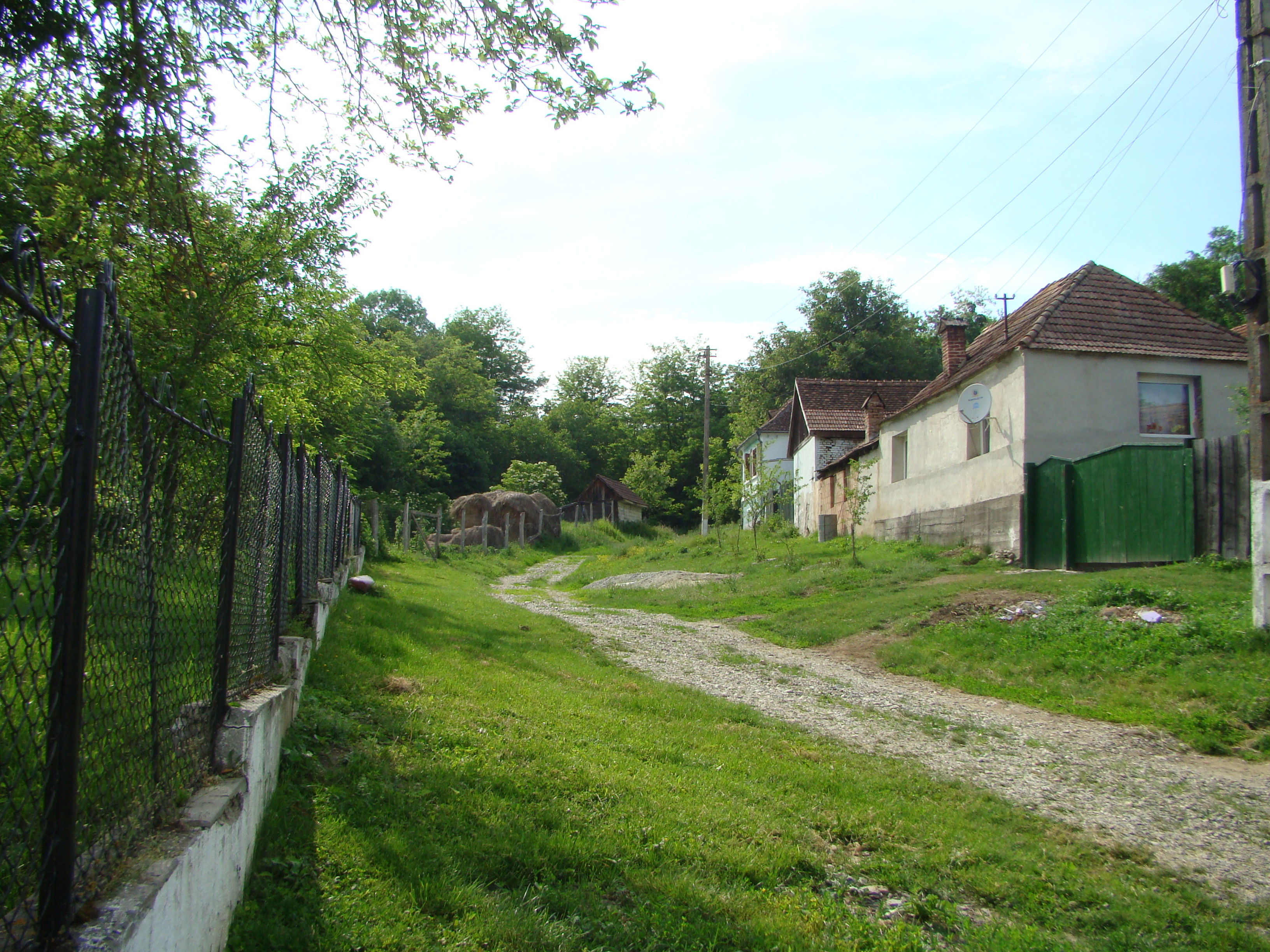
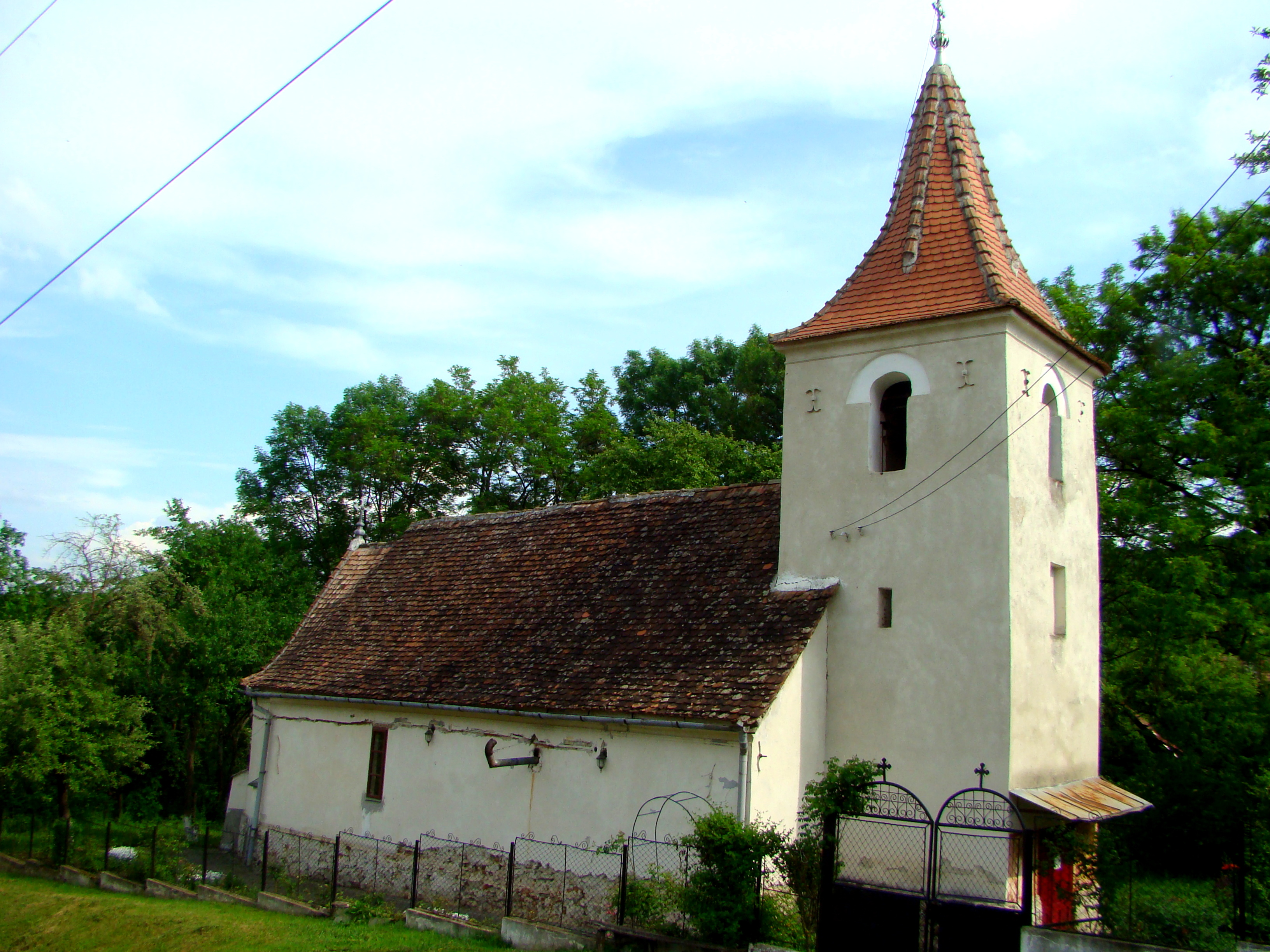
Biserica ortodoxă (1796), monument istoric
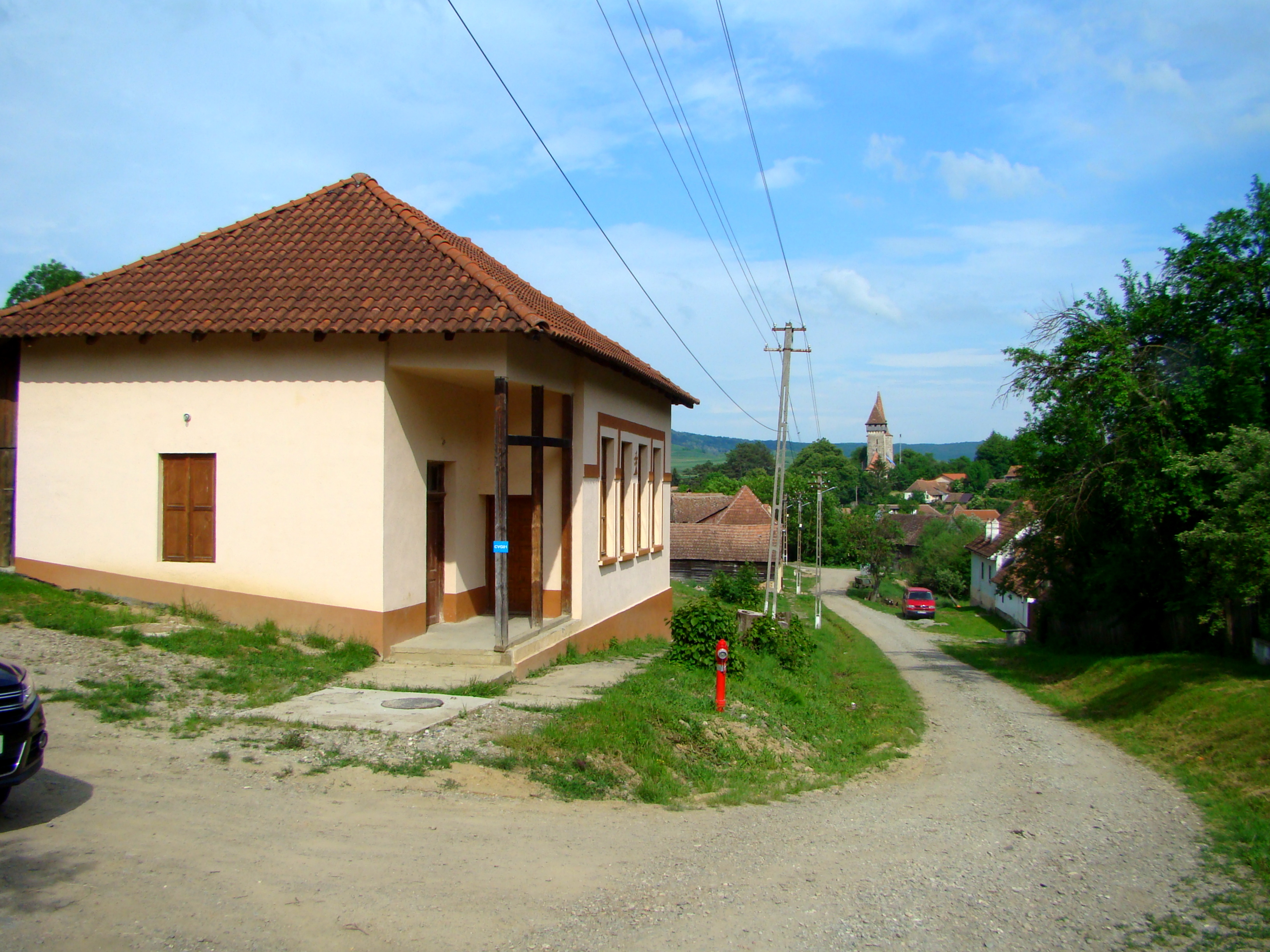
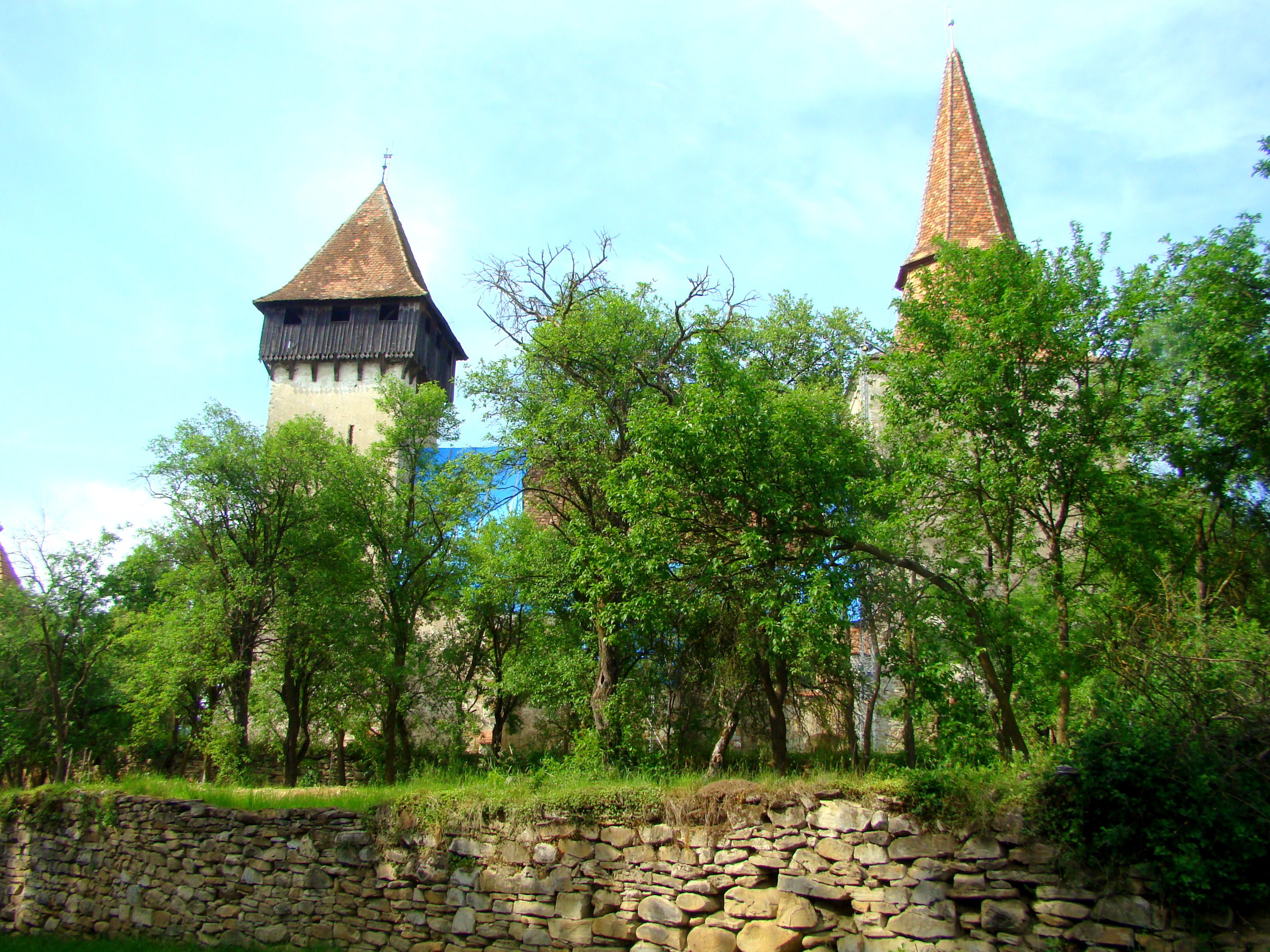
Ansamblul bisericii evanghelice fortificate (monument istoric)
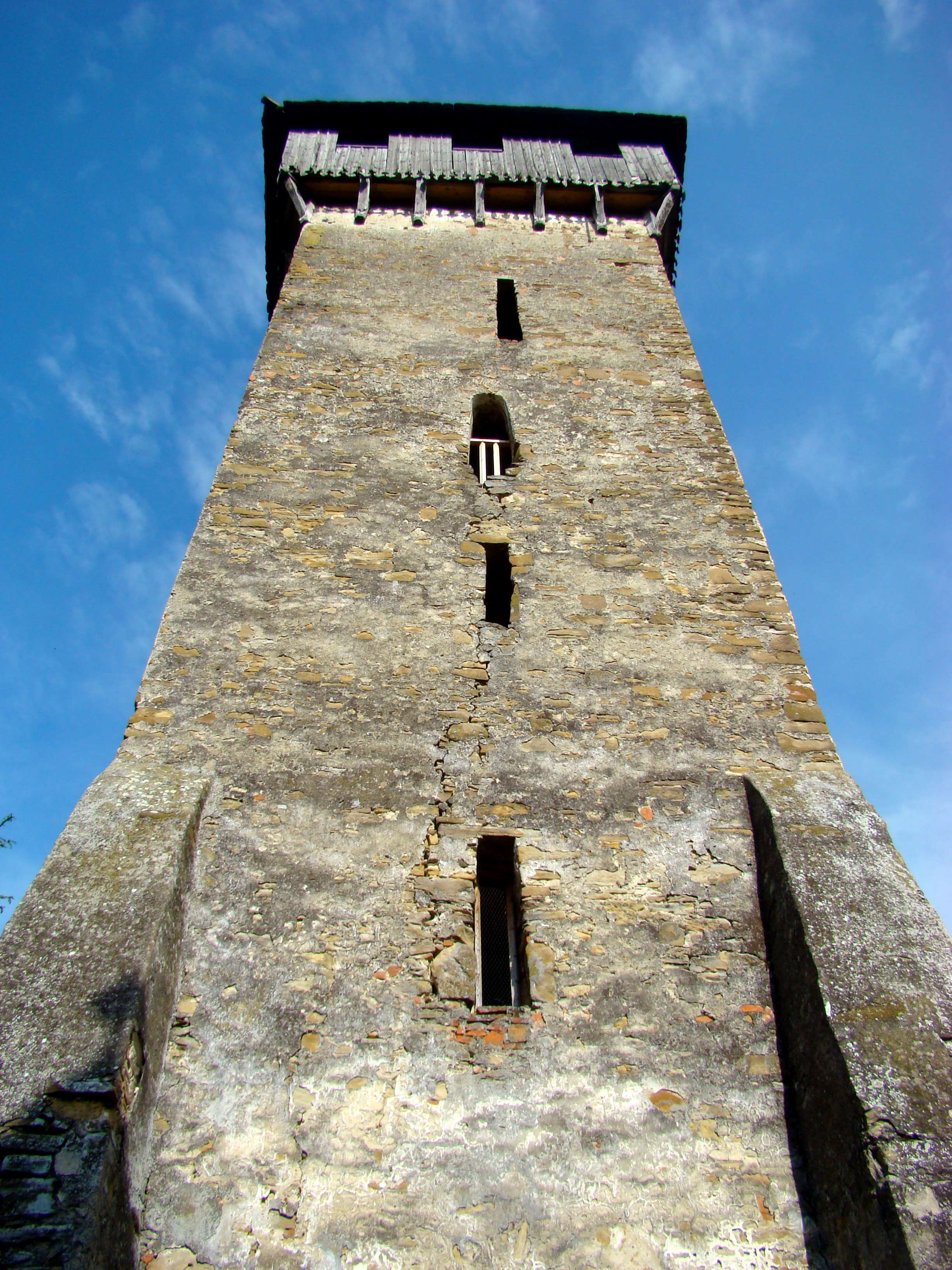
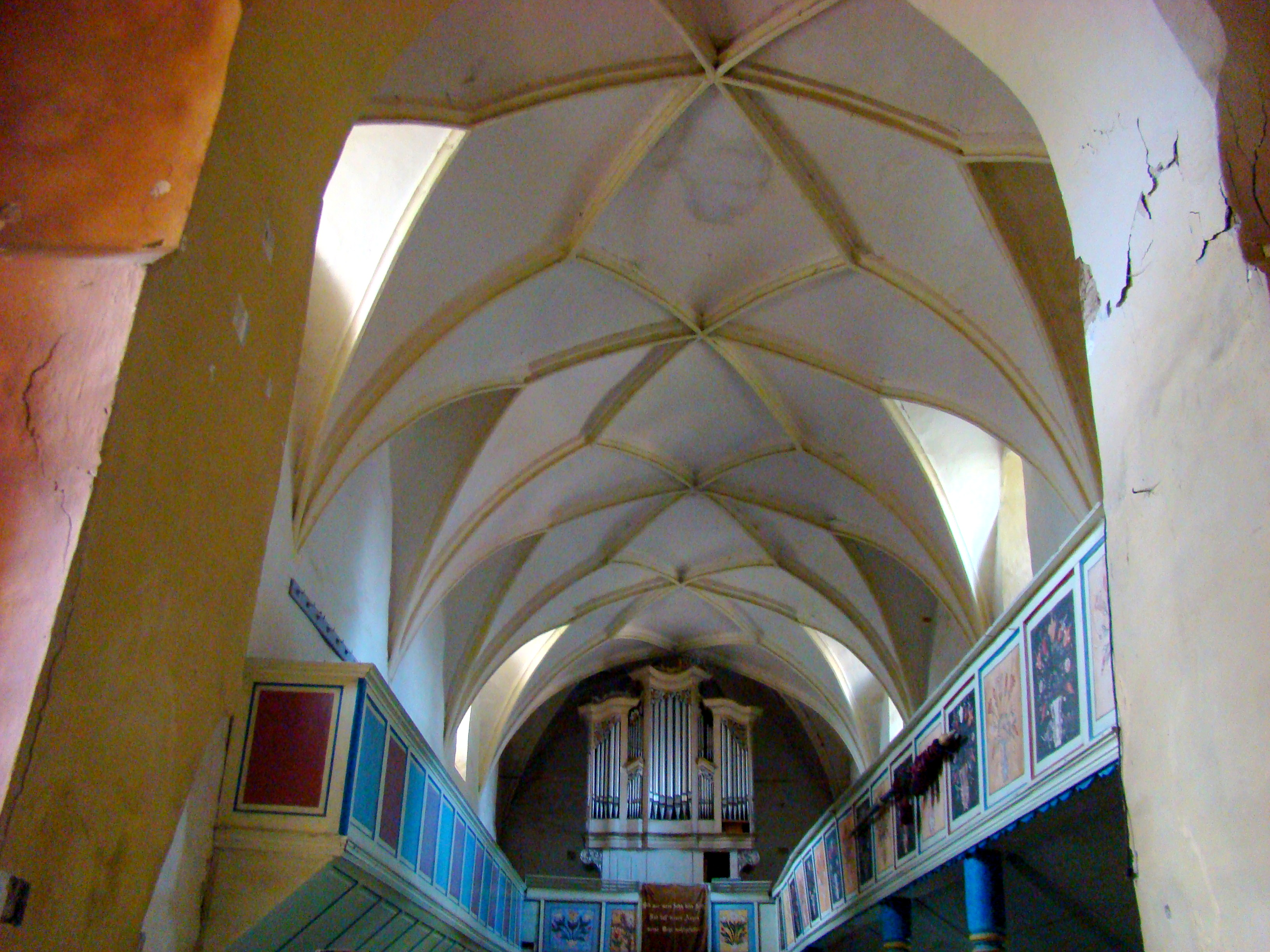
Nava spre empora de vest
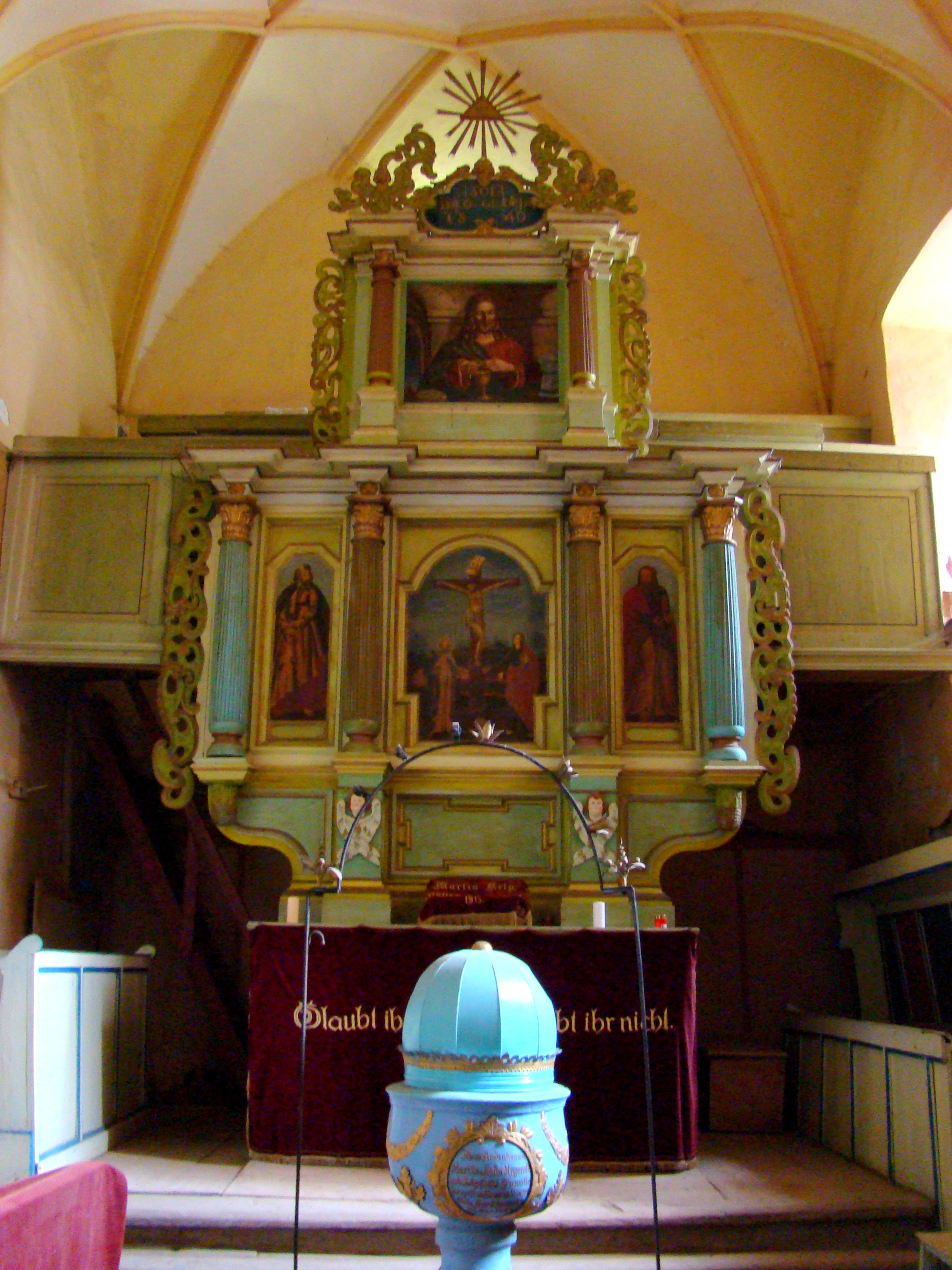
Altarul